# Фридрих I (Нюрнберг)
Вижте пояснителната страница за други личности с името Фридрих I.
Фридрих I фон Нюрнберг-Цолерн (на немски: Friedrich I von Nürnberg-Zollern, * ок. 1139, † ок. 1200) е граф на Цолерн като Фридрих III след 1145 до ок.1200 г. и от 1192 до ок. 1200 г. първият бургграф на Нюрнберг като Фридрих I от род Хоенцолерн.

## Биография
Фридрих е син или внук на убития около 1142 г. граф Фридрих II фон Цолерн (1125 – 1142). Той е доказан от 1171 г. като привърженик на Хоенщауфените. Той се жени (1184) за София фон Раабс, наследничка на бургграфство Нюрнберг. Затова вероятно още през 1191 г. император Хайнрих VI му дава службата бургграф, с което той основава франкската линия на своята фамилия. От средата на 14 век тази линия започва да се нарича като Хоенцолерн.

## Фамилия
Фридрих I се жени през 1184 г. за графиня София фон Раабс († ок. 1218), дъщеря на Конрад II фон Раабс († ок. 1191), бургграф на Нюрнберг, и Хилдегард фон Абенберг († сл. 1160). София е наследничка на бургграфство Нюрнберг. Те имат деца:
- Конрад I († ок. 1260/1261), граф фон Цолерн ок. 1200 – 1214/1218, от 1218 бургграф на Нюрнберг (франкска линия), женен за графиня Удилхилд фон Дилинген
- Фридрих II († ок. 1255), 1200 – 1218 бургграф на Нюрнберг, граф фон Цолерн (Фридрих IV) от 1214/1218 (швабска линия), женен за графиня Елизабет фон Хабсбург (* ок. 1220)
- Елизабет († 1255), ∞ Гебхард III († 1244), ландграф на Лойхтенберг, син на Диполд I фон Лойхтенберг